# Jacob De la Gardie
Jacob De la Gardie (Reval, 20 giugno 1583 – Stoccolma, 22 agosto 1652) è stato un generale e politico svedese, che nel 1608 ebbe il comando della campagna svedese contro l'Impero russo. Governatore generale della Livonia svedese (1622), divenne alla morte di Gustavo Adolfo II (1632), tutore della regina Cristina.
Era figlio di Pontus De la Gardie e di Sofia Johansdotter Gyllenhielm, figlia illegittima di re Giovanni III di Svezia.

## Biografia
Jacob De la Gardie nacque in Reval (oggi Tallinn), nell'Estonia svedese (poi parte dell'Impero Svedese). La madre morì dandogli la vita ed il padre perì due anni dopo a Narva. Jacob visse nella regione finlandese (poi parte dei possedimenti svedesi) presso la nonna Karin Hansdotter, che era l'amante di re Giovanni III.
Fra il 1606 ed il 1608 De la Gardie prestò servizio sotto il generale olandese Maurizio di Nassau. Istruito secondo la strategia militare olandese, una volta ritornato al servizio della Svezia De la Gardie iniziò l'introduzione dei metodi olandesi nell'esercito svedese.
Durante la guerra polacco-moscovita dal 1605 al 1618, la Svezia siglò un'alleanza con lo zar Vassili IV di Russia nel 1609. Re Carlo IX di Svezia ordinò a De la Gardie di guidare il corpo di spedizione finlandese dell'esercito di Svezia all'interno della Russia ad iniziare dal 1608. Un intervento in primo luogo contro la Confederazione Polacco-Lituana (conosciuta come la Campagna De la Gardie), e successivamente, rompendo l'alleanza, nella guerra d'Ingria (1610-1617) contro la Russia.
Le forze di De la Gardie si unirono a quelle del principe russo Michail Skopin-Šujskij ed avanzarono da Novgorod verso Mosca nei primi mesi del 1610 in supporto di Vassili IV di Russia, il cui ordinamento al tempo era in pericolo. Nel giugno del 1610 De la Gardie marciò con l'esercito russo del principe Dmitry Shuisky (il fratello dello zar) per liberare dall'assedio la fortezza di Smolensk ma le loro truppe furono sconfitte dai polacchi nella battaglia di Klušino (1610). 
Alcune centinaia di uomini di De la Gardie rimasero uccisi o fuggirono dalla parte polacca. Tutto ciò provocò il fallimento dei disegni di Carlo IX di Svezia di portare il figlio, Filippo, sul trono di Novgorod.
Nel 1617 De la Gardie divenne capo negoziatore di parte svedese nel trattato di Stolbovo, attraverso il quale la Svezia fu abile ad assicurarsi importanti concessioni territoriali dalla Russia, provocando di fatto la chiusura alla stessa dell'accesso al Mar Baltico.
Fra il luglio 1619 ed il 1622 De la Gardie fu governatore della Estonia svedese e nel 1626 comprò un terreno con un castello medievale in Haapsalu, nell'odiena Estonia.
Dopo il 1621 De la Gardie prese parte alla guerra polacco-svedese contro il fratellastro della madre Re Sigismondo di Polonia (ex re di Svezia dal 1592 al 1599 e re di Polonia dal 1587 al 1632) in Livonia, ma venne richiamato dopo aver prestato servizio di comandante in capo fra il 1626 ed il 1628. De la Gardie fu quindi ambasciatore di pace con la Polonia.
De la Gardie divenne membro del Consiglio di Stato di Svezia nel 1613. Nel 1620 divenne feldmaresciallo ed uno dei cinque reggenti di Svezia durante la minor età della regina Cristina (1632-1644). Il suo pacifismo ed i suoi atteggiamenti pro-francesi e pro-polacchi lo misero in disaccordo con il cancelliere Axel Oxenstierna, il quale condusse gli sforzi militari svedesi nella guerra dei trent'anni dopo la morte di Gustavo Adolfo II nel 1632.
Il conte Jacob De la Gardie morì a Stoccolma nel 1652 ed è tumulato nella chiesa di Veckholm, nella contea di Uppsala. La città di Jakobstad in Finlandia è stata rinominata dopo la sua morte.

## Matrimonio e discendenza
Nel 1618 De la Gardie sposò Ebba Brahe dalla quale ebbe 14 figli. I più noti sono:
- Magnus Gabriel De la Gardie (1622 – 1686), militare e diplomatico;
- Maria Sofia De la Gardie (1627 – 1694), definita la prima grande imprenditrice di Svezia;
- Kristina Katarina De la Gardie (1632 – 1704), contessa di Göteborg,  che sposò Gustaf Otto Stenbock e fu madre di Magnus Stenbock;
- Axel Julius De la Gardie (1637 – 1710), feldmaresciallo svedese e Governatore dell'Estonia.